# Riothamus
Riothamus také Riutimus nebo Riotimus (fl. 460/470) byl britonský vojevůdce, spojenec upadající Západořímské říše, který bojoval proti migrujícím Gótům na území Galie. Byzantský historik Jordanes ho nazval „králem Britonů“, i když velikost jeho říše z dochovaných zdrojů není zcela zřejmá. Někteří učenci život Riothama považují za jeden z možných zdrojů k legendárnímu králi Artuši.
Ze spisů historika Jordanese není zcela zřejmé zda popisovanými Britony odkazuje na obyvatelé zaniklé provincie Británie či obyvatelé Armoriky, která procházela významným britským osídlením a později se stala známou jako Bretaň. Jordanes dále ve svém díle De origine actibusque Getarum uvádí, že Riothamus podporoval Římany proti Vizigótům vedených Eurichem.
Když se císař Anthemius dozvěděl o rozpínavosti Vizigótů požádal Riothama o pomoc, ten se vydal s 12 tisíci muži z Británie přes moře do Galie, aby se připojil k římským vojskům. Eurich, král Vizigótů, ale vytáhl proti němu s nesčetnou armádou a po dlouhém boji Riothama porazil bitvě u Déols, dřív než se k němu mohli Římané připojit. Když Riothamus v bitvě ztratil velkou část své armády, uprchl se svými přeživšími muži k sousednímu kmeni Burgundů, rovněž spojencům Římanů. Vizigóti se poté zmocnili galského města Areverna, protože císař Anthemius v té době byl již mrtvý.
Další informace o jeho životě se dochovaly v dopise, který Riothamovi napsal Sidonius Apollinaris, biskup z Clermontu.